# Wilhelm Gerstung

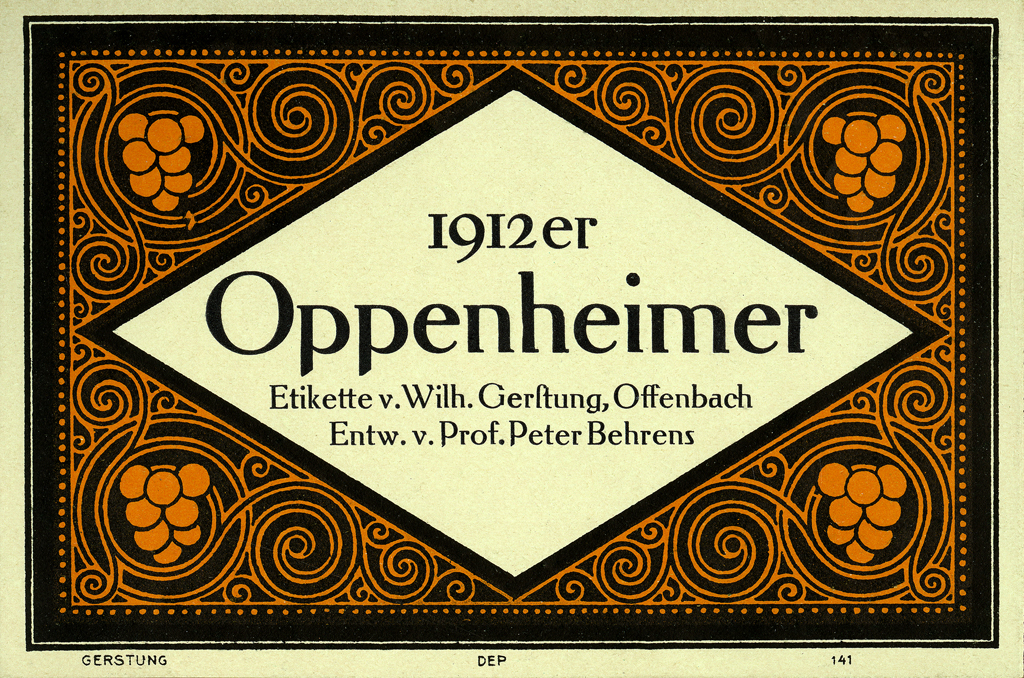
Weinetikett von Wilhelm Gerstung für einen 1912er Oppenheimer nach einem Entwurf von Peter Behrens

Wilhelm Gerstung war ein Offenbacher Verlag und Druckerei zu Beginn des 20. Jahrhunderts mit hohem gestalterischen und technischem Anspruch. Der Verlag wurde 1849 von Wilhelm Gerstung gegründet und ging später auf Rudolf Gerstung über, der die Zusammenarbeit mit Rudolf Koch begann, von dem auch einige Bücher verlegt wurden. In der Druckerei entstanden von 1911 bis 1924 die Rudolfinischen Drucke.
Ein wichtiger Bereich war seit 1899 der Entwurf und Druck von Weinetiketten. Dafür wurden Designer wie Peter Behrens, Heinrich Vogeler, Richard Throll und Ludwig Enders engagiert. Etiketten wurden für Weine aus der ganzen Welt gedruckt, vornehmlich aus Frankreich.

## Publikationen des Verlags (Auswahl)
- Einige Schriften in Anwendungen gezeigt, Wilhelm Gerstung, Offenbach 1922